# Bildungswerk für Schülervertretung und Schülerbeteiligung
Das Bildungswerk für Schülervertretung und Schülerbeteiligung e. V. (SV-Bildungswerk e. V.) ist ein gemeinnütziger Verein, der sich für eine demokratische Schule einsetzt. Der Verein ist bundesweit tätig. Sein Sitz ist in Berlin.
Das SV-Bildungswerk arbeitet nach dem Peer-Prinzip, so werden alle Projekte von Jugendlichen selbst umgesetzt und richten sich meist auch an Jugendliche.

## Aufgaben und Ziele
Das Ziel einer demokratischen Schule versucht das SV-Bildungswerk zu erreichen durch
- Qualifizierung von Schülern durch Seminare[5]
- Schaffung von Schnittstellen zwischen Schülerengagement, Politik und Wissenschaft
- Qualifizierung von Lehrkräften, die Beteiligung von Schülern an ihrer Schule verstärken möchten[6]

## Projekte

### Ganztagsschulkongress
Von 2006 bis 2015 organisierte das SV-Bildungswerk e. V. in Kooperation mit dem Bundesministerium für Bildung und Forschung und der Deutschen Kinder- und Jugendstiftung (DKJS) die Schülerbeteiligung am bundesweiten Ganztagsschulkongress. Darüber hinaus veranstaltete der Verein vor Ort Workshops zum Thema Schülerbeteiligung. 2017 fand der Ganztagsschulkongress durch eine Kooperation der Deutschen Kinder- und Jugendstiftung, der Stiftung Mercator und der Robert Bosch Stiftung erneut statt.

### SV-Berater
Das größte Projekt des SV-Bildungswerk ist das SV-Berater Projekt. Hierbei werden Schüler zu Moderatoren ausgebildet die Seminare mit Jugendlichen durchführen um Schülerbeteiligung zu stärken und die SV in der Wahrnehmung ihrer Rechte zu unterstützen. Das Programm hat seit 2007 mit mehr als 250 SV Beratern über 510 Schulen und mehr als 10.000 Schüler erreicht.

### Demokratiefest des Bundespräsidenten
Das SV-Bildungswerk e. V. ist Partner und Unterstützer der Initiative „DemokratieErleben“, in dessen Rahmen 2012 das Demokratiefest des Bundespräsidenten im Schloss Bellevue stattfand, an dem das SV-Bildungswerk e. V. eine unterstützende Rolle der Schülerbeteiligung eingenommen hat.

### Think Big
Von 2012 bis 2014 war das SV-Bildungswerk e. V. Projektpartner vor Ort im Programm „Think Big“ der Telefónica Holding und DKJS und unterstützte Jugendliche bei der Umsetzung von Kleinprojekten.

## Kooperationen
Das SV-Bildungswerk e. V. konnte sich seit seiner Entstehung ein enges Netzwerk an Partnern aufbauen. So arbeitet es mit der Servicestelle Jugendbeteiligung, der Youth Bank Deutschland, der Jugendpresse sowie der Deutschen Gesellschaft für Demokratiepädagogik (DeGeDe) zusammen. Das SV-Bildungswerk war Partner im Programm „Ideen für mehr! Ganztägig lernen.“ der Deutschen Kinder- und Jugendstiftung und sitzt im dortigen Programmbeirat. Der Verein ist assoziiertes Mitglied bei OBESSU, einem europäischen Dachverband nationaler Schüler- und Schülervertretungsorganisationen.

## Sonstiges
- Ausgezeichneter Ort „Land der Ideen“ 2011[19]

## Belege
1. ↑  Satzung | SV-Bildungswerk. (PDF; 126 KB) In: sv-bildungswerk.de. Abgerufen am 9. Mai 2022.
2. ↑  Redaktion: Ganztagsschulen: Ganztagsschulen: Partizipation im Ganztag: „… einen weiten Weg zu laufen“. In: www.ganztagsschulen.org. Archiviert vom Original (nicht mehr online verfügbar) am 24. Februar 2016; abgerufen am 24. Februar 2016.  Info: Der Archivlink wurde automatisch eingesetzt und noch nicht geprüft. Bitte prüfe Original- und Archivlink gemäß Anleitung und entferne dann diesen Hinweis.
3. ↑  Annegret Schmalfeld: Peer Education – Lernen auf Augenhöhe. Entwicklungspsychologische Aspekte. (PDF; 157 KB) In: werkstatt.bpb.de. 5. Oktober 2012, abgerufen am 9. Mai 2022.
4. ↑  Leitbild | SV-Bildungswerk. In: sv-bildungswerk.de. Abgerufen am 9. Mai 2022.
5. ↑  Rhetorik, Moderation, Kommunikation. In: morgenweb, das Nachrichtenportal für die Metropolregion Rhein-Neckar. Abgerufen am 24. Februar 2016.
6. ↑  Redaktion: Ganztagsschulen: Ganztagsschulen: Zweiter Kongresstag: Ganztag braucht Kooperation. In: www.ganztagsschulen.org. Ehemals im Original (nicht mehr online verfügbar); abgerufen am 24. Februar 2016. (Seite nicht mehr abrufbar. Suche in Webarchiven)
7. ↑  Workshops des SV Bildungswerks | Ideen Für Mehr! – Ganztägig Lernen. – Ganztagsschulen. In: www.ganztaegig-lernen.de. Archiviert vom Original (nicht mehr online verfügbar) am 21. Februar 2016; abgerufen am 21. Februar 2016.  Info: Der Archivlink wurde automatisch eingesetzt und noch nicht geprüft. Bitte prüfe Original- und Archivlink gemäß Anleitung und entferne dann diesen Hinweis.
8. ↑  Ganztagsschulkongress 2013 – SV-Workshop 3: Mit dabei von Anfang an! Zehn Jahre Schülerbeteiligung an Ganztagsschulen. | Ideen Für Mehr! – Ganztägig Lernen. – Ganztagsschulen. In: www.ganztaegig-lernen.de. Abgerufen am 21. Februar 2016.
9. ↑  Ganztagsschulkongress | Ideen Für Mehr! – Ganztägig Lernen. – Ganztagsschulen. In: www.ganztaegig-lernen.de. Abgerufen am 21. Februar 2016.
10. ↑  Kongress 2017 | Ideen Für Mehr! - Ganztägig Lernen. - Ganztagsschulen. 18. Juli 2017, abgerufen am 1. Oktober 2017.
11. ↑  Plamen: Workshops und Maker Space. Abgerufen am 1. Oktober 2017.
12. ↑  Das SV-Berater*innen Netzwerk | SV-Bildungswerk. In: sv-bildungswerk.de. Archiviert vom Original (nicht mehr online verfügbar) am 18. Februar 2016; abgerufen am 18. Februar 2016.  Info: Der Archivlink wurde automatisch eingesetzt und noch nicht geprüft. Bitte prüfe Original- und Archivlink gemäß Anleitung und entferne dann diesen Hinweis.
13. ↑  Bad Oldesloe klärt Klassensprecher über ihre Rechte auf | Hamburger Abendblatt. In: Hamburger Abendblatt. Abgerufen am 1. März 2016.
14. ↑  10 Jahre SV-Bildungswerk | SV-Bildungswerk. (PDF) In: sv-bildungswerk.de. Archiviert vom Original (nicht mehr online verfügbar) am 18. Februar 2016; abgerufen am 1. März 2016.  Info: Der Archivlink wurde automatisch eingesetzt und noch nicht geprüft. Bitte prüfe Original- und Archivlink gemäß Anleitung und entferne dann diesen Hinweis.
15. ↑  Bündnis | DemokratieErleben. In: www.demokratieerleben.de. Abgerufen am 21. Februar 2016.
16. ↑  Deutsche Kinder und Jugendstiftung – Ideen für mehr! Ganztägig lernen. In: Deutsche Kinder und Jugendstiftung. Abgerufen am 21. Februar 2016 (deutsch).
17. ↑  Programmbeirat | Ideen Für Mehr! – Ganztägig Lernen. – Ganztagsschulen. In: www.ganztaegig-lernen.de. Archiviert vom Original (nicht mehr online verfügbar) am 21. Februar 2016; abgerufen am 21. Februar 2016.  Info: Der Archivlink wurde automatisch eingesetzt und noch nicht geprüft. Bitte prüfe Original- und Archivlink gemäß Anleitung und entferne dann diesen Hinweis.
18. ↑  Members | Obessu. In: www.obessu.org. Archiviert vom Original (nicht mehr online verfügbar) am 18. Februar 2016; abgerufen am 18. Februar 2016.  Info: Der Archivlink wurde automatisch eingesetzt und noch nicht geprüft. Bitte prüfe Original- und Archivlink gemäß Anleitung und entferne dann diesen Hinweis.
19. ↑  SV-Berater – Ausbildungsprogramm für Schülervertreter. In: www.land-der-ideen.de. Archiviert vom Original am 18. Februar 2016; abgerufen am 9. Mai 2022.